# جايسون ميخائيل بريسكيا
جايسون ميخائيل بريسكيا (بالإنجليزية: Jason Michael Brescia)‏ هو مخرج أمريكي، ولد في 19 يونيو 1986 في لونغ آيلند في الولايات المتحدة.

## وصلات خارجية
- جايسون ميخائيل بريسكيا على موقع IMDb (الإنجليزية)
- جايسون ميخائيل بريسكيا على موقع أول موفي (الإنجليزية)
- جايسون ميخائيل بريسكيا على موقع قاعدة بيانات الفيلم (الإنجليزية)
- جايسون ميخائيل بريسكيا على موقع كينوبويسك (الروسية)